# Herwig Wolfram
Herwig Wolfram (Wenen, 14 februari 1934) is een Oostenrijkse historicus die emeritus hoogleraar middeleeuwse geschiedenis en hulpwetenschappen van de geschiedenis is aan de Universiteit van Wenen en voormalige directeur van het Institut für Österreichische Geschichtsforschung. Hij is een vooraanstaand lid van de Vienna School of History, en internationaal bekend om zijn gezaghebbende werken over de geschiedenis van Oostenrijk, de Goten, en de relaties tussen de Germaanse volkeren en het Romeinse Rijk.

## Biografie
Herwig Wolfram studeerde geschiedenis en Latijn aan de Universiteit van Wenen sinds 1952 en behaalde daar een graad in de Philosophy in 1957. Vervolgens diende hij als universitair assistent aan het Instituut voor Geschiedenis van de Universiteit van Wenen (1959-1961) en het Instituut voor Oostenrijks Historisch Onderzoek (1962-1969). Wolfram behaalde zijn habilitatie aan de Faculteit der Wijsbegeerte aan de Universiteit van Wenen in 1966.
Wolfram was van 1968 tot 1969 gastprofessor aan de Universiteit van Californië, Los Angeles, en heeft vervolgens vele bezoeken gebracht aan de Verenigde Staten. Sinds 1969 was Wolfram hoogleraar middeleeuwse geschiedenis en hulpwetenschappen van de geschiedenis aan de Universiteit van Wenen. Van 1983 tot 2002 was Wolfram ook directeur van het Instituut voor Oostenrijks Historisch Onderzoek. Sindsdien ging hij met pensioen, maar bleef aan de Universiteit van Wenen verbonden als professor emeritus.

## Onderzoek
Wolfram is een leidende figuur in de Vienna School of History. Zijn boek History of the Goths (1979) is in een aantal talen vertaald en in verschillende volledig herziene edities gepubliceerd. Het wordt beschouwd als het standaardwerk over de Goten, en een werk van groot belang voor de studie van Germaanse volkeren in het algemeen. . In de meer recente edities van dit werk heeft Wolfram enkele van de controversiële theorieën van Walter Goffart overgenomen. De boeken van Wolfram en Heather over de Goten worden beschouwd als de belangrijkste studies over het onderwerp.

## Selecte bibliografie
Werk in Engelse vertaling, voor een complete lijst zie German National Library
- History of the Goths, University of California Press, 1990. ISBN 0-520-06983-8
- The Roman Empire and Its Germanic Peoples, University of California Press, 1997. ISBN 0-520-08511-6
- Conrad II, 990-1039: Emperor of Three Kingdoms, Pennsylvania State University Press, 2006. ISBN 0-271-02738-X